# Johnson County (Indiana)
Johnson County ist ein County im Bundesstaat Indiana der Vereinigten Staaten. Der Verwaltungssitz (County Seat) ist Franklin.

## Geographie
Das County liegt etwas südlich des geographischen Zentrums von Indiana und hat eine Fläche von 833 Quadratkilometern, wovon vier Quadratkilometer Wasserfläche sind. Es grenzt im Uhrzeigersinn an folgende Countys: Marion County, Shelby County, Bartholomew County, Monroe County und Morgan County.

## Geschichte
Johnson County wurde am 31. Dezember 1822 als Original-County aus freiem Territorium gebildet. Benannt wurde es nach John Johnson, einem frühen Richter am Obersten Gerichtshof von Indiana.
18 Bauwerke und Stätten des Countys sind im National Register of Historic Places eingetragen (Stand 2. September 2017).

## Demografische Daten
Nach der Volkszählung im Jahr 2000 lebten im Johnson County 115.209 Menschen in 42.434 Haushalten und 31.613 Familien. Die Bevölkerungsdichte betrug 139 Einwohner pro Quadratkilometer. Ethnisch betrachtet setzte sich die Bevölkerung zusammen aus 97,04 Prozent Weißen, 0,79 Prozent Afroamerikanern, 0,18 Prozent amerikanischen Ureinwohnern, 0,84 Prozent Asiaten, 0,03 Prozent Bewohnern aus dem pazifischen Inselraum und 0,48 Prozent aus anderen ethnischen Gruppen; 0,65 Prozent stammten von zwei oder mehr Ethnien ab. 1,38 Prozent der Bevölkerung waren spanischer oder lateinamerikanischer Abstammung.
Von den 42.434 Haushalten hatten 37,4 Prozent Kinder unter 18 Jahre, die mit ihnen im Haushalt lebten. 62,0 Prozent waren verheiratete, zusammenlebende Paare, 9,0 Prozent waren allein erziehende Mütter und 25,5 Prozent waren keine Familien. 21,2 Prozent waren Singlehaushalte und in 7,3 Prozent lebten Menschen mit 65 Jahren oder darüber. Die Durchschnittshaushaltsgröße betrug 2,63 und die durchschnittliche Familiengröße lag bei 3,06 Personen.
27,2 Prozent der Bevölkerung waren unter 18 Jahre alt, 8,7 Prozent zwischen 18 und 24, 30,8 Prozent zwischen 25 und 44 Jahre. 22,3 Prozent zwischen 45 und 64 und 11,0 Prozent waren 65 Jahre alt oder älter. Das Durchschnittsalter betrug 35 Jahre. Auf 100 weibliche Personen kamen 96 männliche Personen. Auf 100 Frauen im Alter von 18 Jahren und darüber kamen 92,8 Männer.
Das jährliche Durchschnittseinkommen eines Haushalts betrug 52.693 US$, das Durchschnittseinkommen der Familien 60.571 US$. Männer hatten ein Durchschnittseinkommen von 42.272 US$, Frauen 28.181 US$. Das Prokopfeinkommen betrug 22.976 US$. 3,3 Prozent der Familien und 5,6 Prozent der Bevölkerung lebten unterhalb der Armutsgrenze.

## Orte im County
- Amity
- Anita
- Banta
- Bargersville
- Bluff Creek
- Bud
- Critchfield
- Edinburgh
- El Dorado
- Frances
- Franklin
- Green Valley
- Greenwood
- Hendricks
- Hopewell
- Imperial Hills
- Kinder
- McCarty
- Mount Pleasant
- Needham
- New Whiteland
- Nineveh
- Old Bargersville
- Peoga
- Princes Lakes
- Providence
- Reds Corner
- Rocklane
- Samaria
- Smith Valley
- Spring Hill
- Stones Crossing
- Trafalgar
- Urmeyville
- Waterloo
- Whiteland

Townships
- Blue River Township
- Clark Township
- Franklin Township
- Hensley Township
- Needham Township
- Nineveh Township
- Pleasant Township
- Union Township
- White River Township